# Kremer Racing

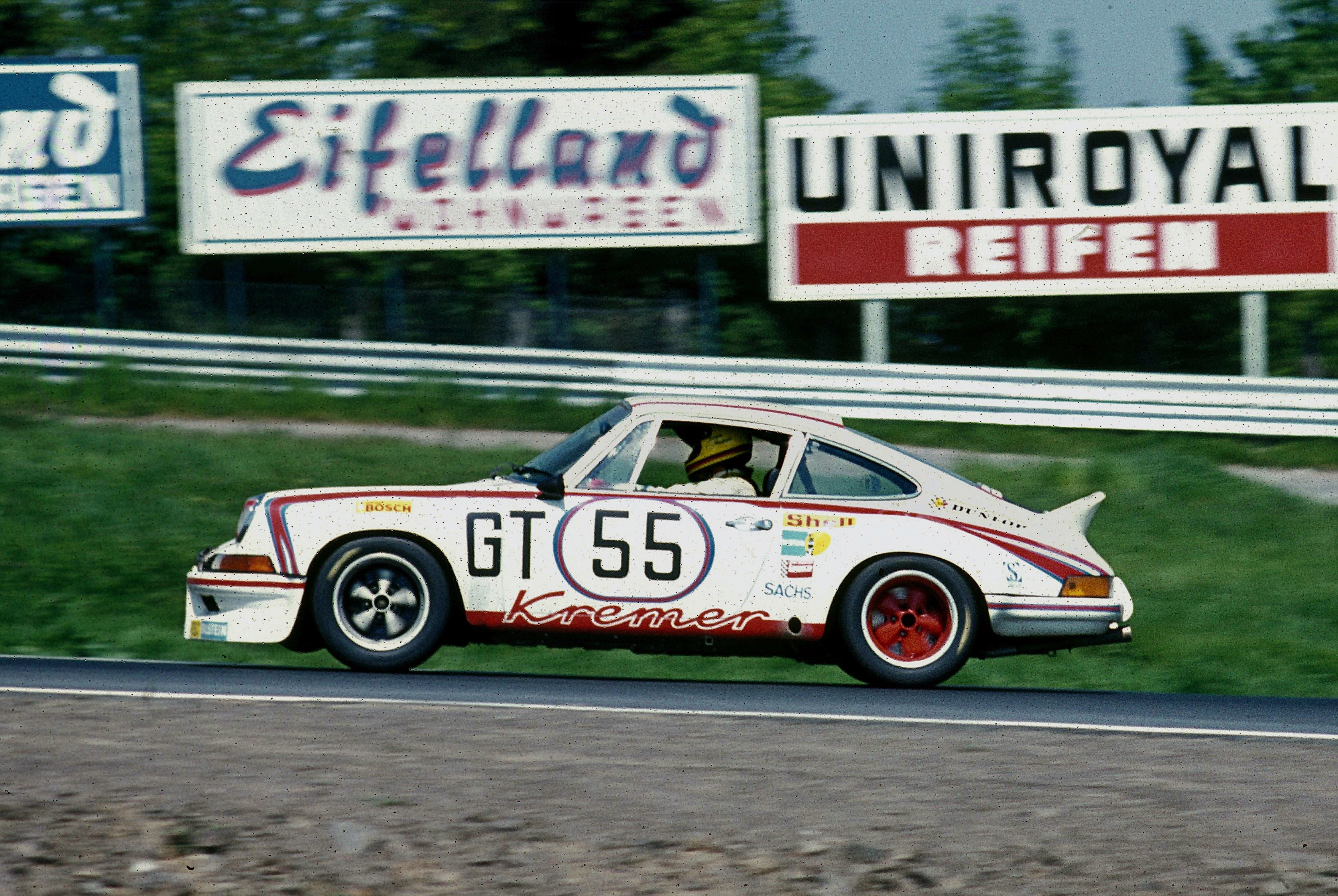
Porsche 911 Carrera RSR de Kremer en los 1000 km de Nürburgring de 1973

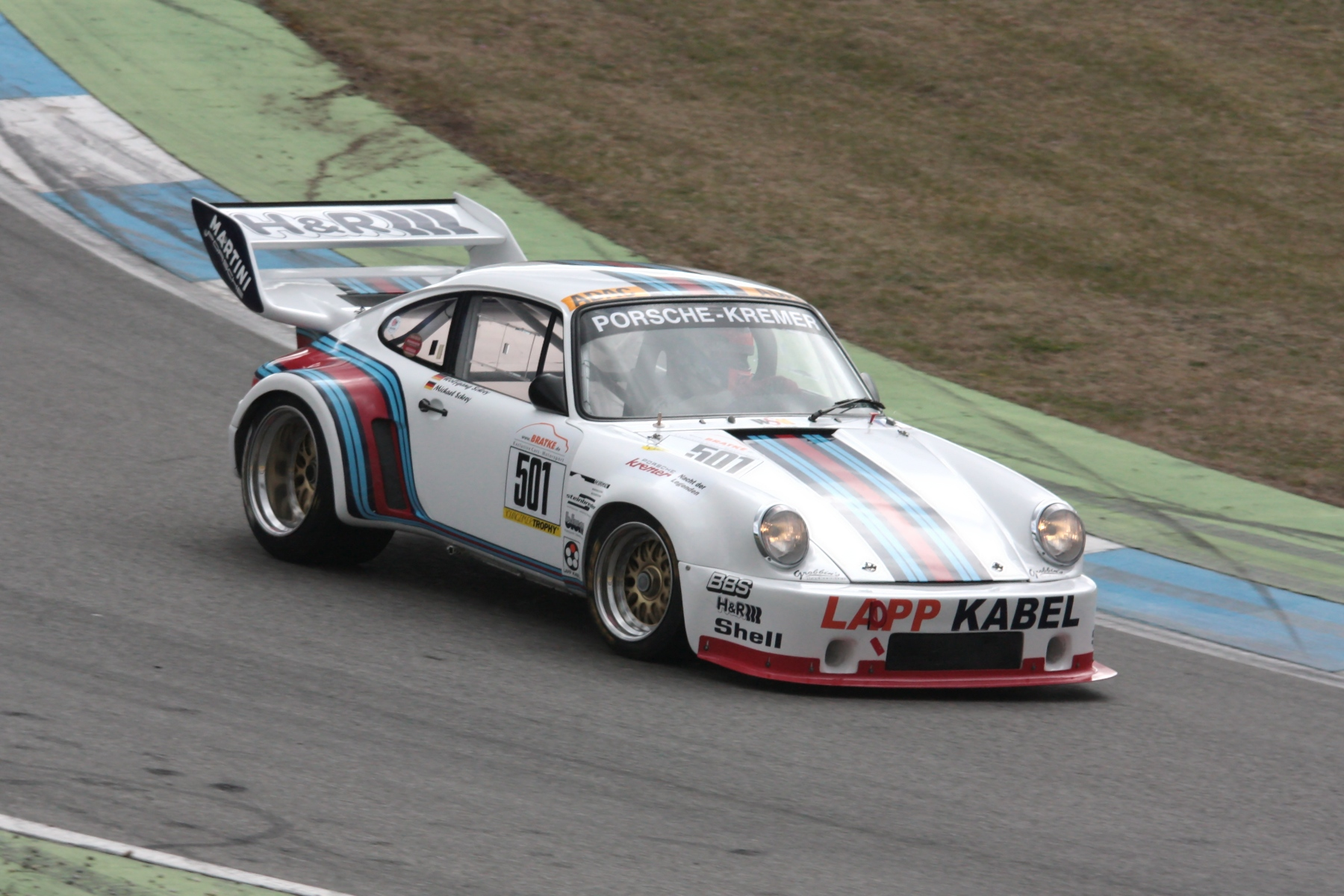
Porsche 935 K1 de 1976

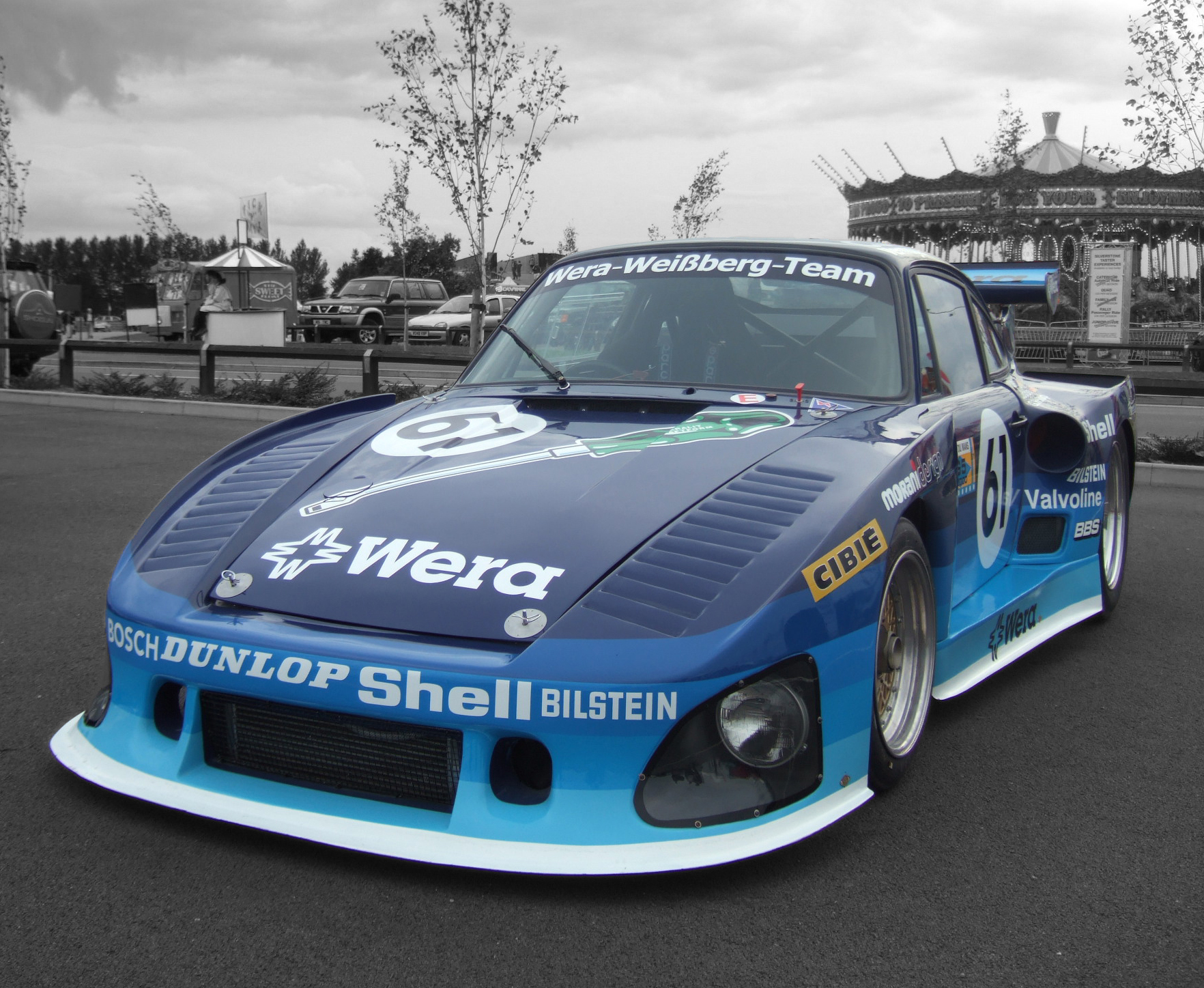
Porsche 935 K3 de 1981

Kremer Racing es un equipo de automovilismo con sede en Colonia, Alemania, fundado por los hermanos Erwin y Manfred Kremer en el año 1962. Se destacó en las carreras de resistencia, disciplina en la que obtuvo victorias en las 24 Horas de Le Mans de 1979, las 24 Horas de Daytona de 1995, las 24 Horas de Spa de 1968, los 1000 km de Monza de 1985 y 1997, y las 6 Horas de Watkins Glen de 1979. También resultó tercero en las 24 Horas de Le Mans de 1983, y consiguió victorias de clase en 1973 y 1977.
Aparte de competir como equipo, Kremer llegó a desarrollar variantes propias de modelos de Porsche tales como el Porsche 934, el Porsche 935 y el Porsche 962, que luego vendía a otros competidores.
Fue equipo oficial de Porsche en el Campeonato Mundial de Sport Prototipos en las décadas de 1970 y 1980. Por ejemplo, en 1978 el equipo venció en tres de las ocho carreras, ayudando a Porsche a obtener el título de marcas. 
También se destacó en el Deutsche Rennsport Meisterschaft con los pilotos Klaus Ludwig y Bob Wollek, resultando campeón en 1979, segundo en 1977, 1981 y 1982, tercero en 1976 y 1978, con un total de 33 victorias.
Luego de que el Campeonato Mundial de Sport Prototipos desapareciera para la temporada 1993, Kremer siguió participando en las 24 Horas de Le Mans hasta 2001. En 1994 pasó a correr con un Honda NSX oficial. El equipo volvió a competir con su Kremer K8 Spyder en 1995 y 1996.
Kremer también disputó la BPR Global GT Series en 1995 y 1996 con un Porsche 911 de la clase GT2. En 1997 siguió en el reformulado Campeonato FIA GT con el mismo automóvil. Por otra parte, disputó las 24 Horas de Le Mans con un Kremer K8 Spyder y un Porsche 911 GT1.
En 1998, Kremer disputó las 24 Horas de Le Mans y el Campeonato de la FIA de Sport Prototipos con un Kremer K8. Entre 1999 y 2001, corrió allí con un Lola-Ford.
El equipo ha competido en las 24 Horas de Nürburgring a partir de 2011 con un Porsche 911 de la clase SP7.